# Franck Fernandel
Franck Fernandel (Marseille, 10 december 1935 - aldaar, 8 juni 2011) was een Franse acteur, zanger, songwriter, schrijver, radiopresentator en televisieproducent. Hij acteerde in films als En avant la musique (1962), Cherchez l'idole (1964) en L'Âge ingrat (1964). 

## Filmografie
- 1962: En avant la musique (Il cambio della guardia) van Giorgio Bianchi
- 1964: Cherchez l'idole van Michel Boisrond
- 1964: L'Âge ingrat van Gilles Grangier
- 1967: Je t'écris de Paris van Quinto Albicocco
- 1999: Les Collègues van Philippe Dajoux

- Bibliothèque nationale de France: cb123059688 (data)
- International Standard Name Identifier: 0000 0000 2912 7671
- Library of Congress Control Number: n91047417
- MusicBrainz: 18500cb6-6260-4b57-a301-31144bf903f5
- Système universitaire de documentation: 071001875
- Virtual International Authority File: 49291583
- WorldCat: E39PBJgRTWkh4htxvVWhppctrq